# Kurska magnetna anomalija
Kurska anomalija u Rusiji se nalazi na teritoriji najvećeg rudnika na svetu, nekih 530 km jugozapano od Moskve. Magnetna anomalija je vezana za ponašanje magnetne igle kompasa u blizini Kurska, jer na ovom prostru instrumenti koji rade na principu magneta mešaju jug i istok, sever i zapad.
Objašnjenje takvog ponašanja je u sloj gvozdene rude koji se smatra najvećim na svetu, čak 30 milijardi tona rude, otprilike 4% svih ispitanih svetskih rezervi. Anomalni magnetizam je otkriven od strane ruskih geografa 1770. godine, dok je tek nakon 150 godina napravljena prva bušotina za vađenje gvozdene rude. Na toj teritoriji rade čak tri rudarsko-prerađivačka kombinata